# 哈米夫卡
46°40′52″N 35°38′54″E / 46.68111°N 35.64833°E
哈米夫卡（羅馬化：Hamivka）是位於烏克蘭扎波羅熱州梅利托波爾區普里亞速斯凱市鎮的村莊。該村始建於1933年，面積0.73平方公里，海拔高度13米，2001年人口479。